# Den kontinentale hær
Den kontinentale armé var den samlede hær for 13 oprindelige kolonier som kæmpede mod Storbritannien under den amerikanske uafhængighedskrig. Hæren blev oprettet gennem en resolution fra den kontinentale kongres 14. juni 1775. Næsten hele hæren blev opløst 3. november 1783 efter Parisaftalen. En lille styrke forblev på West Point og nogle pionerposter frem til kongressen oprettede United States Army gennem en resolution 3. juni 1784.